# ألكسندر واليوم الرهيب، الفظيع، غير الجيد، السيئ جدا
ألكسندر واليوم الرهيب، الفظيع، غير الجيد، السيئ جدًا (بالإنجليزية: Alexander and the Terrible, Horrible, No Good, Very Bad Day) هو فيلم عائلي كوميدي أمريكي 2014 من إخراج ميغل أرتيتا من سيناريو روب ليبر. نجوم الفيلم هم ستيف كارل، جينيفر غارنر، وإد اوكسنبولد. أنتج بالاشتراك بين شون ليفي وليزا هنسن لأفلام والت ديزني من خلال شركات إنتاجهم المختصة، 21 لابس للترفيه وشركة جيم هنسن، وتم إخراج الفيلم في شمال أمريكا في 10 أكتوبر 2014. تلقى الفيلم مراجعات إيجابية من النقاد ونجح في شباك التذاكر.

## الميزانية والإيرادات
بلغت تكلفة إنتاج الفيلم حوالي 28 مليون دولار بينما حقق أرباحا تقدر بـ 100.7 مليون دولار.

## وصلات خارجية
- ألكسندر واليوم الرهيب، الفظيع، غير الجيد، السيئ جدًا على موقع IMDb (الإنجليزية)
- ألكسندر واليوم الرهيب، الفظيع، غير الجيد، السيئ جدًا على موقع ميتاكريتيك (الإنجليزية)
- ألكسندر واليوم الرهيب، الفظيع، غير الجيد، السيئ جدًا على موقع روتن توميتوز (الإنجليزية)
- ألكسندر واليوم الرهيب، الفظيع، غير الجيد، السيئ جدًا على موقع نتفليكس (الإنجليزية)
- ألكسندر واليوم الرهيب، الفظيع، غير الجيد، السيئ جدًا على موقع قاعدة بيانات الأفلام العربية
- ألكسندر واليوم الرهيب، الفظيع، غير الجيد، السيئ جدًا على موقع ألو سيني (الفرنسية)
- ألكسندر واليوم الرهيب، الفظيع، غير الجيد، السيئ جدًا على موقع Turner Classic Movies (الإنجليزية)
- ألكسندر واليوم الرهيب، الفظيع، غير الجيد، السيئ جدًا على موقع بوكس أوفيس موجو (الإنجليزية)
- ألكسندر واليوم الرهيب، الفظيع، غير الجيد، السيئ جدًا على موقع فيلمافينيتي (الإسبانية)
- ألكسندر واليوم الرهيب، الفظيع، غير الجيد، السيئ جدًا على موقع قاعدة بيانات الأفلام السويدية (السويدية)